# Vilson Ahmeti

Vilson Ahmeti

Vilson Ahmeti (* 5. September 1951 in Fier, Volksrepublik Albanien, heute Albanien) ist ein albanischer Politiker. Vom 10. Dezember 1991 bis zum 13. April 1992 war er Ministerpräsident von Albanien.

## Leben und Karriere
Vilson Ahmeti wurde am 5. September 1951 in der mittelalbanischen Stadt Fier in der damaligen Volksrepublik Albanien geboren.
1973 beendete er ein Maschinenbau-Studium in an der Universität Tirana. Darauf arbeitete er in der Autofabrik von Tirana, bevor er zu einer Stelle für den Import von Autos wechselte. AB 1987 war er Vize-Minister für Ernährungsindustrie.
Ahmeti pflegte eine gute Beziehung zu seinem Vater Faik, der ihm während seiner Zeit als Ministerpräsident einige Ratschläge gab und ihn „mit Liebe zum Land und zur Arbeit“ erzogen hatte.
Ahmeti war in der sozialistischen Regierung von Ylli Bufi (Juni–Dezember 1991) als Minister für Ernährung tätig.
Er wurde am 4. Dezember 1991 von Präsident Ramiz Alia zum Ministerpräsidenten Albaniens ernannt, nachdem sieben Minister entlassen, sein Vorgänger Ylli Bufi zurückgetreten und die vorherige Regierung aufgelöst worden waren. Die „Regierung der Stabilität“ von Bufi hatte an Stabilität verloren und wurde durch eine technische Regierung ersetzt, die nach nur einem Jahr Neuwahlen organisieren sollte. Ahmeti war während einer politisch schwierigen Situation Ministerpräsident, da damals eine politischen Krise in Albanien herrschte. Zudem versuchten die jugoslawische Regierung – laut Aussagen Ahmetis – mithilfe von Investitionen in Höhe von 20 Millionen US-Dollar Albanien zu destabilisieren. Nach seiner Zeit als Ministerpräsident war Ahmeti Berater von Aleksandër Meksi, der sein Nachfolger als Ministerpräsident wurde.
Im Februar 1993 wurde Ahmeti der Korruption und des Machtmissbrauchs beschuldigt. Er wurde verurteilt 1995 mit anderen Involvierten zu zwölf Jahren Gefängis verurteilt, kam aber 1997 nach zwei Jahren wieder frei. Die Verurteilung unter Sali Berisha wurde als politisch motiviert angesehen.
In den 2010er und 2020er Jahren waren Firmen Ahmetajs in große Immobilienprojekte involviert. Auch hier wurde er in den Medien wieder mit Korruption in Verbindung gebracht.